# Junco do Maranhão
Junco do Maranhão – miasto i gmina w Brazylii, w Regionie Północno-Wschodnim, w stanie Maranhão.  
Ma powierzchnię 555,09 km². Według danych szacunkowych z 2019 roku liczba mieszkańców wyniosła 3432. 
W 2017 roku produkt krajowy brutto per capita wyniósł 13 114,82 reali brazylijskich.